# Aleksandra Leo
Aleksandra Maria Leo (ur. 28 marca 1981 w Warszawie) – polska prawniczka, urzędniczka państwowa i polityczka, posłanka na Sejm X kadencji.

## Życiorys
W 2005 ukończyła prawo na Wydziale Prawa i Administracji Uniwersytetu Warszawskiego, specjalizując się w prawie handlowym. Została również absolwentką studiów podyplomowych z historii sztuki nowoczesnej w Collegium Civitas w Warszawie. Pracowała w radiu RMF FM i telewizji TVN, była m.in. kierowniczką redakcji programu Dzień dobry TVN. Współorganizowała kampanię prezydencką Bronisława Komorowskiego w wyborach w 2010. W latach 2010–2015 zatrudniona w Kancelarii Prezydenta RP, była zastępczynią szefa Gabinetu Prezydenta RP oraz dyrektorką biura pierwszej damy Anny Komorowskiej. Później zajęła się działalnością doradczą i współtworzeniem kampanii komunikacyjnych. W 2018 została dyrektorką w Fundacji Instytut Bronisława Komorowskiego.
Związała się z ruchem Polska 2050, została dyrektorką gabinetu jego lidera Szymona Hołowni. W wyborach parlamentarnych w 2023 uzyskała mandat posłanki X kadencji z okręgu wałbrzyskiego, startując z pierwszego miejsca na liście Trzeciej Drogi i zdobywając 16 661 głosów. W Sejmie zasiadła w Komisji Kultury i Środków Przekazu, Komisji Ustawodawczej oraz komisji śledczej ds. afery wizowej; została także wiceprzewodniczącą Parlamentarnego Zespołu Praw Kobiet oraz Parlamentarnego Zespołu ds. m.st. Warszawy.

## Odznaczenia
W 2015, za zasługi w podejmowanej z pożytkiem dla kraju działalności publicznej i zawodowej, została odznaczona Złotym Krzyżem Zasługi.

## Życie prywatne
Jej dziadkiem był Włodzimierz Leo, żołnierz Armii Krajowej i powstaniec warszawski, brat Zbigniewa. Ma dwie córki.